# Иван Иванов (офицер)
Вижте пояснителната страница за други личности с името Иван Иванов.
Иван Стоянов Иванов е български офицер, генерал-майор от Държавна сигурност.

## Биография
Роден е на 5 август 1938 г. в добричкото село Загорци. От 7 август 1975 г. е началник на отдел Държавна сигурност. От 21 юни 1976 г. до 26 януари 1989 г. е началник на Окръжното управление на МВР в Добрич. От 26 януари 1989 до 1 юни 1990 г. е началник на Областното управление на МВР-Варна.